# Ragdoll (animation)

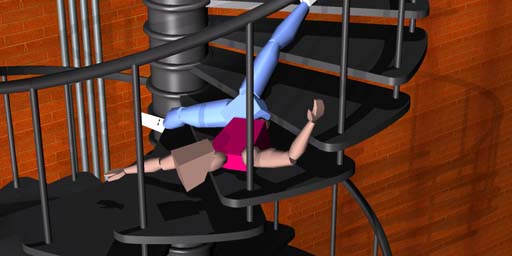
L'une des premières animations utilisant la physique ragdoll (1997).

Utilisé dans les moteurs physiques de jeu vidéo, le terme de physique ragdoll (« ragdoll » signifiant « poupée de chiffon » en anglais) désigne une technique d'animation procédurale, maintenant souvent utilisée pour remplacer les traditionnelles animations pré-calculées de mort.
Cette approche, pour laquelle plusieurs méthodes de calcul existent, propose d'assimiler un corps à un assemblage d'éléments solides, liés par des articulations, et réagissant de manière réaliste avec son environnement. La gravité ainsi que les différents chocs sont ainsi calculés en temps réel, demandant cependant plus de ressources que les habituelles techniques d'animation 3D.
Jurassic Park: Trespasser est le premier jeu vidéo à utiliser la physique ragdoll dans les années 1990, et d'autres studios de développement l'utilisèrent, de plus en plus nombreux à s'intéresser à cette nouvelle technique qui a révolutionné le jeu vidéo à l'époque (malgré l'échec de Jurassic Park: Trespasser), mais ce sont dans les années 2000 que la physique ragdoll se généralise dans les jeux vidéo (surtout dans les jeux de tir subjective et objectif en 3D), notamment grâce aux succès de Far Cry et Half-Life 2 et de leur moteurs physique en 2004.